# Josh Tyrangiel
Josh Tyrangiel – dziennikarz i krytyk muzyczny, najlepiej znany z roli byłego redaktora czasopisma Time oraz jego witryny internetowej TIME.com. 
Tyrangiel studiował na Uniwersytecie Pensylwanii, a także ukończył amerykanistykę na Uniwersytecie Yale. Zanim rozpoczął pracę w Time, pisał dla czasopism Vibe i Rolling Stone oraz był producentem wiadomości muzycznych w MTV.
W listopadzie 2009 Tyrangiel opuścił Time'a i został redaktorem Bloomberg Businessweek.

## Ważne wywiady
Tyrangiel przeprowadził wiele wywiadów z osobami z życia publicznego, wśród których byli:
- Bono (artykuł z okładki)
- Kanye West (artykuł z okładki)
- Dixie Chicks (artykuł z okładki)
- Bruce Springsteen (artykuł z okładki)
- Barack Obama
- John Kerry
- Stephen Breyer
- Yao Ming
- Sean Penn
- Nicole Kidman
- George Clooney